# Ифит
Вижте пояснителната страница за други значения на Ифит.
Ифит в древногръцката митология е син на Еврит от Ехалия, участник в похода на аргонавтите. Срещнал в Месена Одисей и му подарил лъка на баща си. С него героят избил всички женихи на съпругата си Пенелопа.